# AFI (gruppo musicale)
Gli A Fire Inside, meglio noti con l'acronimo AFI, sono un gruppo punk rock statunitense, formatosi nel 1991 a Ukiah, California.
Hanno la stessa formazione dal 1998: Davey Havok alla voce, Adam Carson alla batteria, Jade Puget alla chitarra e Hunter Burgan al basso.
Gli AFI hanno pubblicato dieci album in studio, dieci EP, un album live e un DVD. La band raggiunse per la prima volta un notevole successo commerciale con il suo quinto album, The Art of Drowning (2000), che raggiunse il numero 174 nella Billboard 200. Sono poi entrati nel mainstream con il loro sesto, Sing the Sorrow (2003), che ha raggiunto il numero cinque nella Billboard 200 ed è rimasto in classifica per 51 settimane. L'album è stato supportato dai famosi singoli Girl's Not Grey e Silver and Cold, entrambi al vertice del settimo posto nella classifica americana di Hot Modern Rock Tracks nel 2003. The Leaving Song Pt. II è stato distribuito anche come singolo, il numero 16. Sing The Sorrow è stato certificato platino dalla RIAA nel 2006 ed è singolo di successo degli AFI, avendo venduto oltre 1.260.000 di copie da settembre 2009.
Il settimo album degli AFI, Decemberunderground (2006), ha debuttato al numero uno della Billboard 200 e presentava il singolo di successo Miss Murder, che era in cima alla classifica Hot Modern Rock Tracks e ha raggiunto il numero 24 della Billboard Hot 100. Un altro singolo, Love Like Winter, ha raggiunto il numero quattro nella classifica dei Modern Rock Tracks. L'album è stato certificato Platinum dalla RIAA nel 2013. Decemberunderground è stato seguito tre anni dopo da Crash Love (2009), e poi quattro anni dopo da Burials (2013); entrambi gli album hanno avuto successo, raggiungendo il numero dodici e il numero nove, rispettivamente, su Billboard 200. Il decimo e ultimo album della band, AFI, è stato distribuito il 20 gennaio 2017 e ha raggiunto il numero cinque nella Billboard 200, rendendolo la seconda posizione più alta della classifica. Il 7 dicembre del 2018 viene pubblicato l’ EP The Missing Man, contente 5 tracce. L’undicesimo album della band, Bodies, è stato distribuito l'11 giugno 2021.

## Storia del gruppo

### Gli inizi (1991-1998)
Gli AFI si sono formati nel 1991 quando Davey Havok, futuro cantante e Adam Carson, futuro batterista frequentavano le superiori a Ukiah. I due diventarono amici giocando nella squadra di calcio della scuola. Adam iniziò a suonare la batteria di suo fratello e Davey (che faceva parte del coro della scuola), mostrando le sue doti canore, conobbe il chitarrista, Mark Stopholese. Il primo bassista fu Vic Chalker, presto rimpiazzato da Geoff Kresge.
Il loro primo EP fu Dork uscito nel 1993, uno split con i Loose Change, la band del futuro chitarrista Jade Puget.
Gli AFI si sciolsero momentaneamente quando i componenti andarono in differenti college, ma dopo poco i membri decisero di abbandonare gli studi e di dedicarsi a tempo pieno alla band. A partire dal 1993 pubblicarono molti vinili indipendenti, fino ad arrivare all'album di debutto Answer That and Stay Fashionable nel 1995 per la Wingnut Records.
Nel 1996 uscì il loro secondo lavoro Very Proud of Ya per Nitro Records.

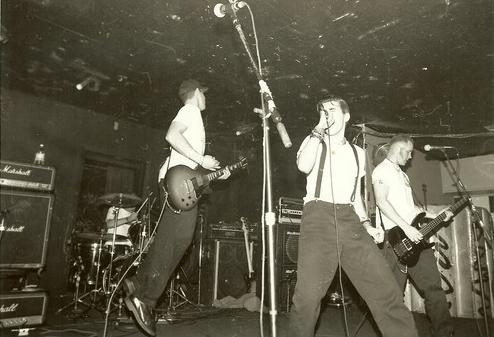
Gli AFI si esibiscono nel novembre 1995 a Berkeley Square.

Dopo diversi tour a sostegno di quest'album Kresge decise di lasciare il gruppo e fu rimpiazzato da Hunter Burgan per il restante tour. Durante le registrazioni del terzo album, Shut Your Mouth and Open Your Eyes, venne chiesto a Hunter di entrare a far parte ufficialmente degli AFI a tempo pieno, e lui accettò.

### Black SailseThe Art of Drowning(1999–2002)
Dopo le registrazioni dell'EP A Fire Inside nel 1998, Mark lasciò la band e fu sostituito da Jade Puget, che influenzò musicalmente tutta la futura produzione della band. Dopo l'incisione dell'EP, nel 1999 la band registrò Black Sails in the Sunset, sempre per Nitro Records. Questo album testimonia la svolta musicale guidata dal nuovo chitarrista. Sono evidenti le radici punk e hardcore punk della band, ma si sentono anche influenze goth rock, death rock e horror punk, assieme ad un approccio molto più melodico ed un uso maggiore di cori enfatici.
Nel 1999 uscì l'EP All Hallow's, contenente la canzone Totalimmortal, che sarebbe stata registrata anche dagli Offspring per la colonna sonora del film Io, me & Irene.
Nel 2000 gli AFI pubblicarono The Art of Drowning, contenente il singolo The Days of the Phoenix che gli permise di ottenere molti significativi passaggi nelle radio.

### Il successo mainstream,Sing the SorroweDecemberunderground(2003–2007)
Nel 2002 gli AFI lasciarono la Nitro Records e nel 2003 pubblicarono Sing the Sorrow per DreamWorks Records. Le canzoni Girl's Not Grey, The Leaving Song Pt. II, e Silver e Cold ebbero successo nella classifica di Billboard e fecero conoscere la band ad un pubblico più vasto. Inoltre il brano Miseria Cantare fu usato dal wrestler CM Punk (alias Phil Brooks) come brano d'ingresso sullo stage.
La band fu nominata per gli MTV Video Music Awards 2003 nella categoria MTV2 award con il video Girl's Not Grey, che vinse, portando così agli AFI il loro primo VMA.

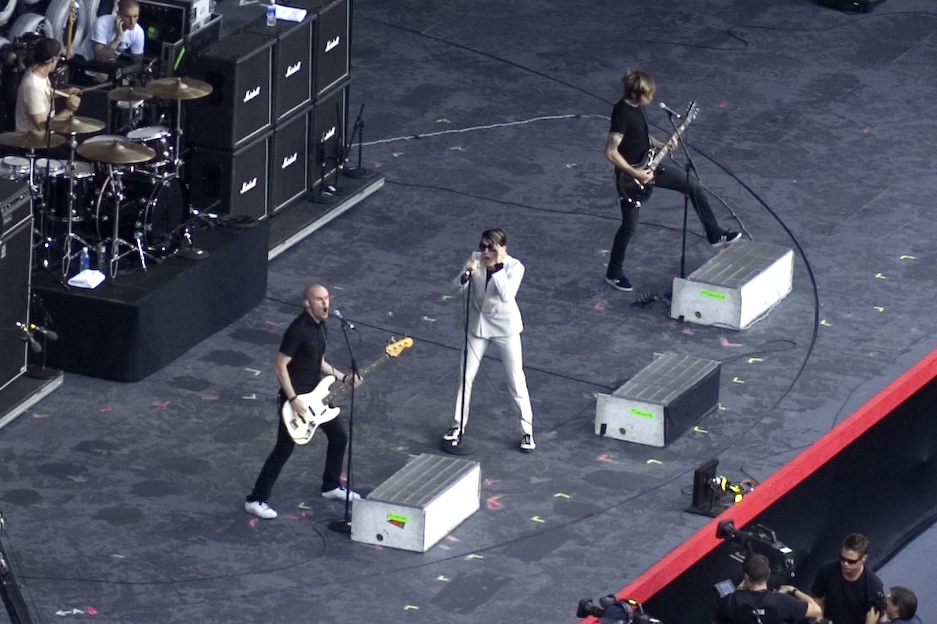
Gli AFI durante l'esibizione al Live Earth New York

Il settimo album si intitola Decemberunderground, inciso per Interscope Records e pubblicato il 29 maggio 2006 nel Regno Unito e il 6 giugno 2006 negli Stati Uniti. Il primo singolo estratto da Decemberunderground è Miss Murder, il secondo è Love Like Winter.
Il 12 dicembre 2006 gli AFI hanno pubblicato il loro primo DVD, I Heard a Voice, che contiene una performance dal vivo girata a Long Beach, interviste ai membri della band e ad alcuni fan.
Il 7 luglio 2007 la band si è esibita per il Live Earth New York a New York, suonando The Missing Frame, Love Like Winter, Miss Murder ed una reinterpretazione di David Bowie, Ziggy Stardust.
Nel 2007 è stato pubblicato l'album live I Heard a Voice, contenente tutte le canzoni presenti nell'omonimo DVD del 2006.
La canzone Carcinogen Crush venne resa disponibile come bonus nel videogioco Guitar Hero III: Legends of Rock, e successivamente pubblicata come singolo digitale nel dicembre 2007. Per lo stesso mese era prevista la pubblicazione di un EP contenente canzoni inedite registrate durante le sessioni di Decemberundergound e Sing the Sorrow, poi posticipata agli inizi del 2008.
Nel dicembre 2008 la band dette il via ad un contest intitolato "Begin Transmission" attraverso un video pubblicato su YouTube, nel quale i quattro membri chiedevano ai loro fan di pubblicare dei video in cui parlassero di loro, dei loro interessi, della loro vita, con lo scopo di conoscerli meglio. I vincitori, cinque scelti dalla band ed uno dal pubblico, raggiunsero la band per registrare alcuni cori per il nuovo album.

### Crash Love(2009-2012)
Un nuovo EP è stato fissato per una versione di dicembre, tuttavia, Havok ha annunciato attraverso i forum Despair Faction che non sarebbe stato disponibile fino all'inizio del 2008. L'EP avrebbe dovuto contenere brani inediti delle sessioni di Decemberunderground e Sing the Sorrow. In seguito fu annunciato che l'EP sarebbe stato distribuito dopo Crash Love, ma poi Havok disse che a causa di problemi politici, non sarebbe stato pubblicato. Le canzoni che dovevano essere nell'EP sarebbero invece state distribuite su varie versioni di Crash Love.
Nel luglio 2009, Havok pubblicò una dichiarazione in cui affermava che dopo due anni di scrittura e registrazione, il prossimo album sarebbe stato pubblicato il 29 settembre 2009. È stato registrato con il produttore David Bottrill (che è stato successivamente licenziato a favore di Joe McGrath e Jacknife Lee). Gli AFI hanno presentato in anteprima Crash Love sulla sua pagina MySpace per due giorni a partire dal 22 settembre 2009, sette giorni prima dell'uscita ufficiale dell'album.
Per quanto riguarda il processo di scrittura dell'album, Puget ha detto "Ho la mia chitarra e Davey ha il suo registratore...tutto può succedere. Non sappiamo che tipo di canzone stiamo per scrivere; potrebbe essere la migliore canzone che tu abbia mai scritto o niente, solo la quantità di possibilità è eccitante per me."
Il primo singolo dell'album, "Medicate", è stato messo in commercio il 25 agosto 2009 e ha raggiunto il numero 7 nella classifica delle canzoni alternative di Billboard. Un video musicale diretto da Paul Minor è stato presentato in anteprima il 2 ottobre. Nel gennaio 2010, gli AFI hanno pubblicato un teaser per il video del loro nuovo singolo Beautiful Thieves. Il video completo è stato presentato in anteprima ufficiale il 4 febbraio 2010 sulle reti televisive e sui siti Web di MTV.
L'8 settembre 2011, è stato pubblicato un post sul forum ufficiale della band, DespairFaction.com, dall'account del forum del frontman Davey Havok, in cui si afferma che la band si è separata. Ciò è stato brevemente confermato dalla direzione come una bufala e il thread in questione è stato eliminato.

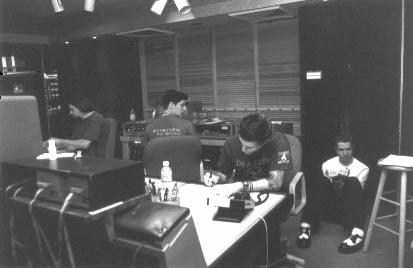
Gli AFI presso lo studio Art of Ears di Hayward, California, durante la registrazione di Black Sails in the Sunset.

### Burials(2013-2015)
Il 17 aprile 2013, il sito web degli AFI è stato sostituito con un singolo video di Davey Havok che camminava lungo un corridoio seguito da uno scatto della band insieme, prima di mostrare il testo "A Fire Inside" e "Settembre 2013". Nel MySpace della band si legge "unknown major" sotto l'etichetta discografica da giugno 2013. Un nuovo produttore Gil Norton stava lavorando con la band.
Il 2 maggio 2013, un secondo video teaser è stato pubblicato sul sito web della band intitolato "Convergence". Il video è in bianco e nero e dura un minuto. Il 14 maggio 2013, un terzo video è stato pubblicato sul sito web della band dal titolo "No Harbingers". Come in precedenza "Convergence", "No Harbingers" è in bianco e nero ed è lungo poco più di un minuto. Il 30 maggio 2013 è stato pubblicato un quarto video intitolato "Aperture", con lo stesso tema in bianco e nero dei video precedenti degli AFI. Il 13 giugno 2013 è stato pubblicato un quinto video intitolato "Silence". La band è stata successivamente annunciata per suonare Riot Fest 2013, oltre ad essere firmata da Republic Records.
Il 1º luglio 2013 è stata resa pubblica una sesta immagine intitolata "The Rite". È stato anche annunciato sulla pagina norvegese di Universal Music che un singolo intitolato I Hope You Suffer sarebbe stato distribuito il 22 luglio. Il 18 luglio 2013, il sito Web degli AFI è stato sostituito con la copertina singola di I Hope You Suffer, e un flusso della nuova canzone. La canzone è stata resa disponibile per l'acquisto il 23 luglio; lo stesso giorno, Burials è stato annunciato come titolo dell'album e uscirà il 22 ottobre. Un altro singolo, 17 Crimes, è stato pubblicato il 6 agosto.
Il 31 luglio 2013, gli AFI hanno pubblicato il video musicale ufficiale di I Hope You Suffer. Conteneva principalmente scatti della band che eseguiva la canzone in bianco e nero e conteneva immagini simili ai video teaser precedentemente pubblicati dalla band. Il 16 agosto 2013, è stato dsitribuito un video musicale per la canzone "17 Crimes". Un remix EDM della canzone è stato incluso nella colonna sonora del film The Mortal Instruments: City of Bones. Il terzo singolo dell'album, intitolato The Conductor, è stato pubblicato il 9 settembre 2013. Una nuova canzone di Burials, A Deep Slow Panic, è stata resa disponibile per lo streaming sul sito Web di Spin, insieme a una nuova intervista della band il 10 ottobre 2013.

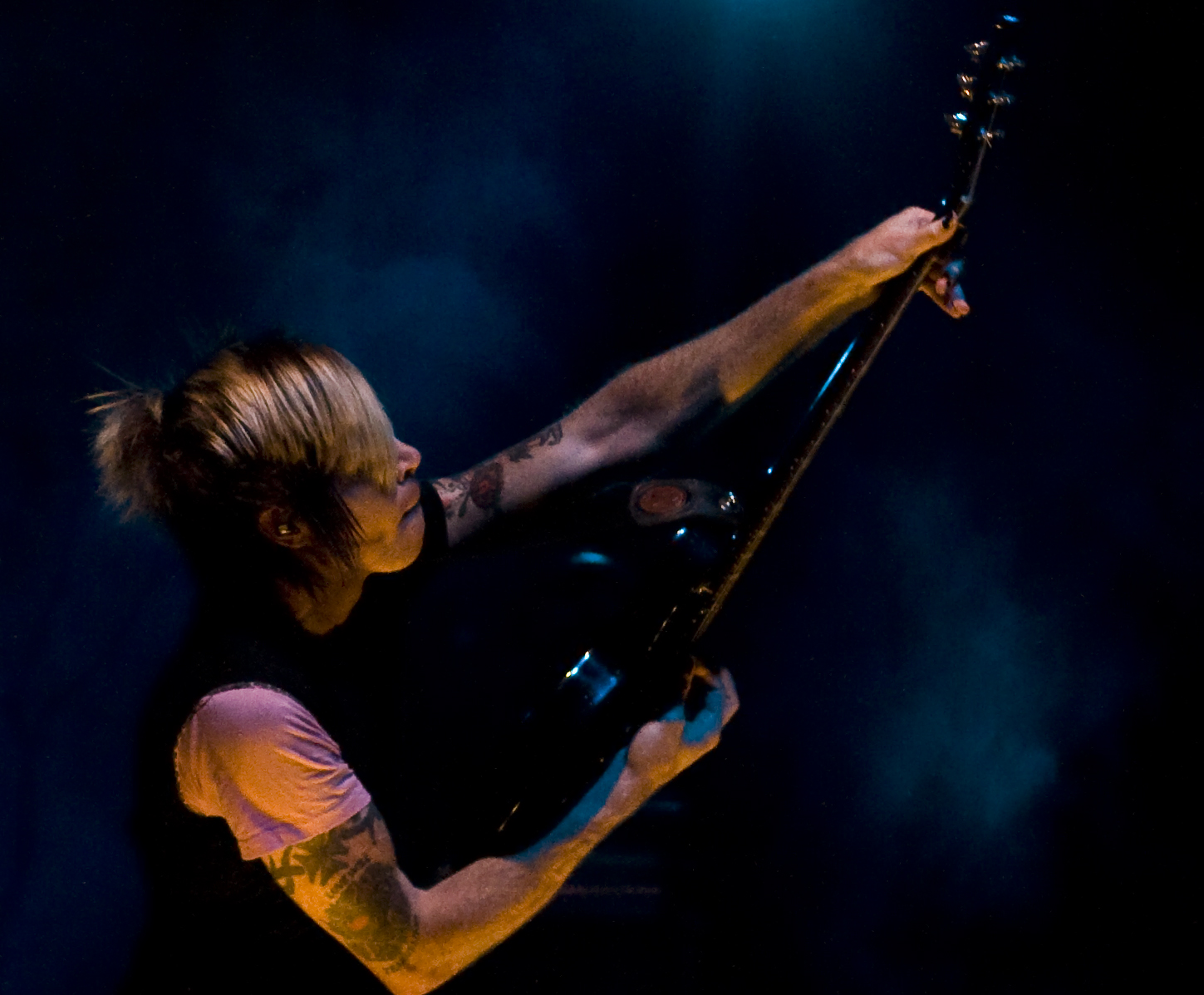
Il suono degli AFI ha registrato una notevole progressione con l'aggiunta del chitarrista Jade Puget, a partire da Black Sails in the Sunset.

### AFI (The Blood Album)(2016–2017)
In un'intervista di giugno 2016 con Aggressive Tendencies, il chitarrista Jade Puget ha confermato che gli AFI avevano iniziato a lavorare su nuovo materiale per il loro decimo album in studio, ma hanno scelto di non rivelare ulteriori informazioni al riguardo, inclusa la data di uscita. Il 17 ottobre 2016, pochi giorni dopo aver oscurato le loro foto del profilo sui social media, gli AFI hanno iniziato a pubblicare video criptici di teaser sui loro account Facebook e Twitter. Più tardi quella settimana, la band pubblicò un teaser della loro prima canzone in tre anni tramite un video live di Facebook. Il 27 ottobre, la band ha pubblicato due nuove canzoni, Snow Cats e White Offerings, tramite Spotify.
Il decimo album della band, AFI, noto anche come The Blood Album, è stato commercializzato il 20 gennaio 2017. L'album è andato al numero 5 della Billboard 200. I singoli pubblicati includevano anche Aurelia e Hidden Knives. I video musicali sono stati distribuiti per tutti i singoli.

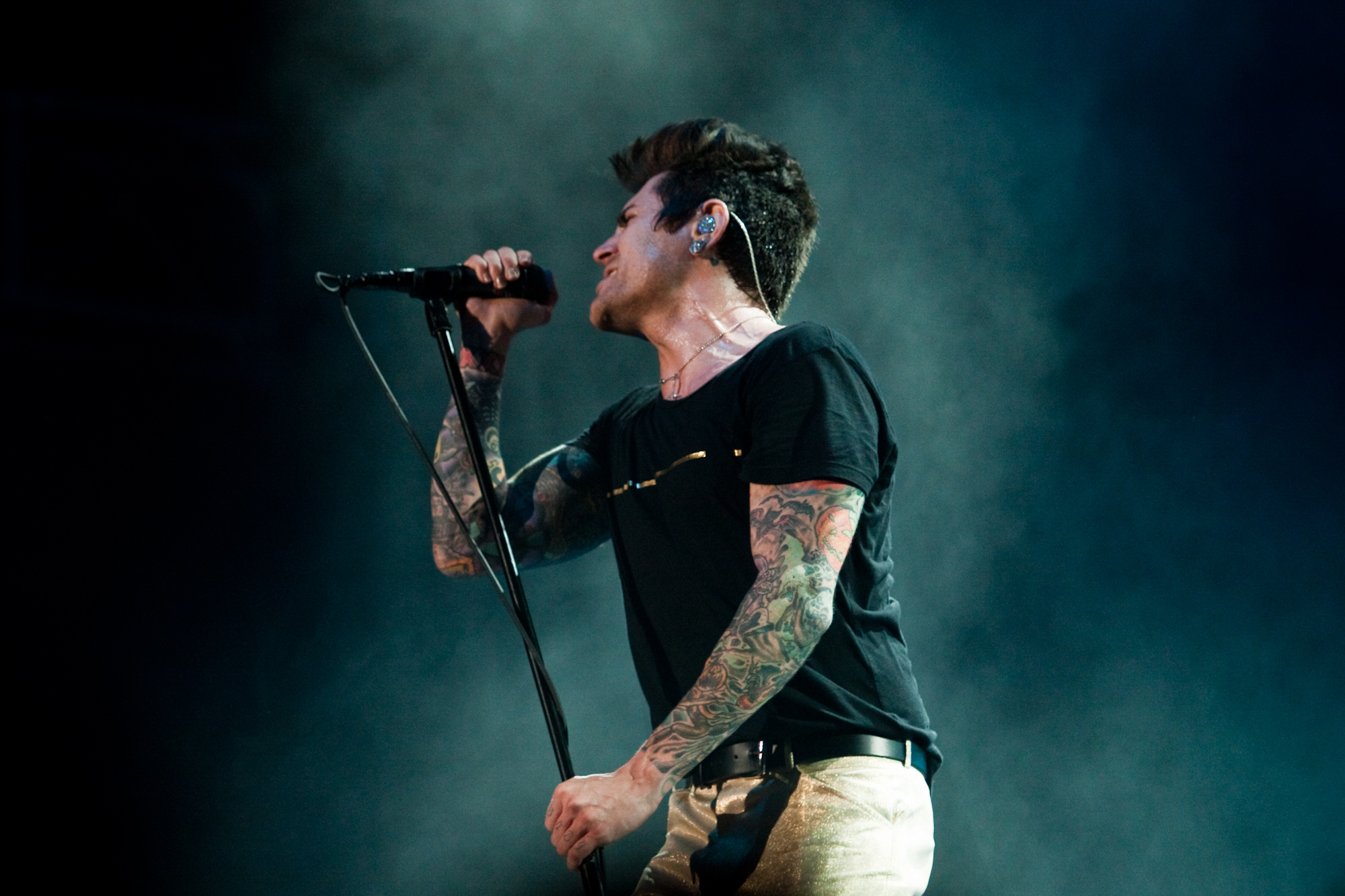
Il cantante e frontman degli AFI, Davey Havok.

### The Missing Mane l'undicesimo album in studio (2017-oggi)
Circa sei mesi dopo l'uscita dell'album AFI, il bassista Hunter Burgan disse a Westworld.com che la band avrebbe iniziato a lavorare al loro prossimo album dopo aver finito di andare in tournée a sostegno del suddetto album. In un'intervista non molto tempo dopo, Jade Puget ha dichiarato che vorrebbe iniziare a scrivere il prossimo disco entro la fine del 2017.
Il 25 ottobre 2018, tutte le foto del frontman Davey Havok sono state rimosse dalla pagina Instagram della band e una nuova foto per la stampa è stata pubblicata con Havok mancante, solo una silhouette era presente, scatenando voci che aveva lasciato gli AFI; questa voce, tuttavia, si è rivelata falsa.
Il 26 ottobre 2018, la band ha pubblicato a sorpresa un nuovo singolo chiamato Get Dark su Spotify e iTunes. L'EP The Missing Man è stato distribuito il 7 dicembre 2018, con cinque nuove canzoni.

## Stile musicale e influenze

### Stile musicale
La musica degli AFI è stata classificata in molti generi musicali, tra cui punk rock, horror punk, garage punk, punk pop, punk hardcore, skate punk, post-hardcore, emo, screamo, rock alternativo e rock gotico. Gli AFI sono spesso chiamati "goth-punk" a causa dell'aspetto della band, ma gli AFI non hanno mai considerato l'etichetta accurata. "Il gotico-punk non è uno stile musicale, non esiste nemmeno", ha detto il chitarrista degli AFI, Jade Puget.

### Influenze
In un'intervista, Davey Havok ha descritto le influenze della band: "Abbiamo molte, molte influenze che abbracciano lo spettro musicale. Ognuno di noi è cresciuto su tutto, dal punk all'hardcore, fino alle oscure cose del Regno Unito degli anni '80 come The Cure, Bauhaus, Joy Division e The Sisters of Mercy. E c'erano gruppi rock come The Misfits, Samhain e Danzig e gruppi industriali come Skinny Puppy, Ministry, Front 242 e Alien Sex Fiend. E tutti adoriamo gli Smiths".

## Formazione

### Formazione attuale
- Davey Havok – voce (dal 1991)
- Jade Puget – chitarra, tastiere, programmazione, cori (dal 1998)
- Hunter Burgan – basso, tastiere, programmazione, cori (dal 1997)
- Adam Carson – batteria, cori (dal 1991)

### Ex componenti
- Mark Stopholese – chitarra, cori (1991 - 1998)
- Geoff Kresge – basso, cori (1992 - 1997)
- Vic Chalker – basso, cori (1991 - 1992)

## Discografia

### Album in studio
- 1995 - Answer That and Stay Fashionable
- 1996 - Very Proud of Ya
- 1997 - Shut Your Mouth and Open Your Eyes
- 1998 - Black Sails in the Sunset
- 2000 - The Art of Drowning
- 2003 - Sing the Sorrow
- 2006 - Decemberunderground
- 2009 - Crash Love
- 2013 - Burials
- 2017 - AFI (aka The Blood Album)
- 2021 - Bodies

### Album dal vivo
- 2007 - I Heard a Voice

### Raccolte
- 2004 - AFI

### EP
- 1993 - Dork
- 1993 - Behind the Times
- 1994 - Eddie Picnic's All Wet
- 1994 - This Is Berkeley, Not West Bay
- 1995 - Bombing the Bay
- 1995 - Fly in the Ointment
- 1998 - A Fire Inside
- 1999 - Black Sails
- 1999 - All Hallow's
- 2000 - The Days of the Phoenix
- 2002 - 336

### Apparizioni in compilation
- 1996 - Go Ahead Punk, Make My Day
- 1998 - The Thought Remains the Same
- 2001 - Warped Tour 2001 Tour Compilation
- 2001 - Punkzilla

## Videografia

### DVD
- 2007 - I Heard a Voice

### Video musicali
- 1996 - He Who Laughs Last
- 1997 - Third Season
- 1999 - Totalimmortal
- 2000 - The Days of the Phoenix
- 2003 - Girl's not Grey
- 2003 - The Leaving Song pt. 2
- 2003 - Silver and Cold
- 2006 - Prelude 12/21
- 2006 - Miss Murder
- 2006 - Love Like Winter
- 2009 - Medicate
- 2010 - Beautiful Thieves
- 2013 - I Hope You Suffer
- 2013 - 17 Crimes
- 2017 - White Offerings
- 2017 - Snow Cats
- 2017 - Aurelia
- 2017 - Hidden Knives
- 2018 - Get Dark
- 2021 - Twisted Tongues
- 2021 - Looking Tragic
- 2021 - Dulceria
- 2021 - On Your Back
- 2021 - Tied To A Tree